# Sonate voor trombone en piano (Arnestad)
Finn Arnestad voltooide zijn Sonate voor trombone en piano in 1971. Arnestad schreef deze sonate voor trombone en piano voor de trombonist Per Brevig. Brevig was toen solotrombonist van het Metropolitan Opera Orchestra in New York. Hij had daarvoor eenzelfde positie bij het Bergen Philharmonisch Orkest, een van de grote orkesten in Noorwegen, bekleed. Arnestad was praktisch ingesteld, hetzelfde werk kon de catalogi in als 'Sonate voor fagot en piano' of als 'Sonate voor contrabas en piano' (Arnestad schreef in 1980 ook een Sonate voor contrabas).
De piano leidt het werk in, waarna de trombonist aan een langzame zangerige (cantabile) solo begint. Al snel is ook het tweede thema te horen in agitato en staccato.
Opnamen van werken van Arnestad zijn er nauwelijks te vinden en dat geldt dan ook tevens voor een relatief buitenissig werk als een 'Sonate voor trombone en piano'. Er is op het plaatselijk Noors platenlabel Aurora echter een opname verzorgd door de dan (1996) al wereldberoemde trombonist Christian Lindberg begeleid door Jorun Marie Bratlie. In eerste instantie was dat werk niet voor het platenlabel maar voor de Noorse Omroep bestemd.  